# Хлопчики зі Сходу
«Хлопчики зі Сходу» (фр. Eastern Boys) — французький фільм-драма, поставлений у 2013 році режисером Робеном Кампійо. Прем'єра стрічки відбулася 8 вересня 2013 рокі на Міжнародному кінофестивалі у Торонто. У 2015 році фільм було номіновано у трьох категоріях премії «Сезар»: за найкращий фільм, найкращу режисерську роботу (Робен Кампалло) та найперспективнішому акторові (Кирило Ємельянов) 

## Сюжет
Колись давно він був Русланом, але тепер усі знайомі називають його Мареком (Кирило Ємельянов). Він незаконно прибув до Франції у пошуках кращого життя, але опинився на Північному Вокзалі, де продає своє тіло, як і багато інших емігрантів з різних країн Східної Європи. Проте Марек та його приятелі займаються не лише проституцією. Одного дня клієнтом Марека став чоловік на ім'я Даніель (Олів'є Рабурден). Йому трохи за п'ятдесят і він не так давно пережив розлучення зі своїм коханцем. Домовившись з Мареком про зустріч у своїй квартирі, Даніель розраховував в обіймах юнака забути про свого колишнього бой-френда.
Але Марек прийшов на зустріч зі своїми приятелями, які дочиста пограбували Даніеля. Чоловік філософськи поставився до події і не став звертатися у поліцію. На його подив, через деякий час Марек сам приходить до нього. Цього разу хлопець не збирається робити нічого поганого. Він навіть готовий виконати те, для чого його наймав Даніель. Після проведеної разом ночі між чоловіками зав'язуються досить дивні стосунки. Даніель починає ставитися до Марека не лише як до коханого, але і як до свого підопічного, заради благополуччя якого готовий піти на багато чого.

## В ролях
| Олів'є Рабурден   | ···· | Даніель         |
| Кирило Ємельянов  | ···· | Марек / Руслан  |
| Данило Воробйов   | ···· | Босс            |
| Едеа Дарк         | ···· | Челсі           |
| Каміла Шакірова   | ···· | Каміла          |
| Бека Маркозашвілі | ···· | маленький Марек |
| Беслан Яхінаєв    | ···· | Беслан          |

## Сприйняття
Видання The Hollywood Reporter відмітило натуралістичну гру Олів'є Рабурдена і Кирила Ємельянова та схожість фільму з  роботами Лорана Канте.

## Визнання
| Нагороди та номінації фільму «Хлопчики зі Сходу» | Нагороди та номінації фільму «Хлопчики зі Сходу» | Нагороди та номінації фільму «Хлопчики зі Сходу» | Нагороди та номінації фільму «Хлопчики зі Сходу» | Нагороди та номінації фільму «Хлопчики зі Сходу» | Нагороди та номінації фільму «Хлопчики зі Сходу» |
| Рік                                              | Нагорода                                         | Категорія                                        | Номінант                                         | Результат                                        |                                                  |
| ------------------------------------------------ | ------------------------------------------------ | ------------------------------------------------ | ------------------------------------------------ | ------------------------------------------------ | ------------------------------------------------ |
| 2013                                             | Венеційський кінофестиваль                       | Приз «Горизонти» за найкращий фільм              | Робен Кампійо                                    | Перемога                                         |                                                  |
| 2013                                             | Стокгольмський кінофестиваль                     | Бронзовий кінь за найкращий фільм                | Робен Кампійо                                    | Номінація                                        |                                                  |
| 2014                                             | Міжнародний кінофестиваль у Сіеттлі              | Приз найкращому новому режисеру                  | Робен Кампійо                                    | Номінація                                        |                                                  |
| 2014                                             | Міжнародний кінофестиваль у Санта-Барбарі        | Найкращий фільм                                  | Робен Кампійо                                    | Перемога                                         |                                                  |
| 2014                                             | Приз Луї Деллюка                                 | Найкращий фільм                                  | Хлопчики зі Сходу                                | Номінація                                        |                                                  |
| 2015                                             | Премія Сезар                                     | Найкращий фільм                                  | Хлопчики зі Сходу                                | Номінація                                        |                                                  |
| 2015                                             | Премія Сезар                                     | Найкраща режисерська робота                      | Робен Кампійо                                    | Номінація                                        |                                                  |
| 2015                                             | Премія Сезар                                     | Найперспективніший актор                         | Кирило Ємельянов                                 | Номінація                                        |                                                  |